# Подсоколув
Подсоколув (пол. Podsokołów) — село в Польщі, у гміні Болімув Скерневицького повіту Лодзинського воєводства.
Населення — 123 особи (2011).
У 1975-1998 роках село належало до Скерневицького воєводства.

## Демографія
Демографічна структура станом на 31 березня 2011 року:
|          | Загалом | Допрацездатний вік | Працездатний вік | Постпрацездатний вік |
| -------- | ------- | ------------------ | ---------------- | -------------------- |
| Чоловіки | 63      | 12                 | 44               | 7                    |
| Жінки    | 60      | 11                 | 38               | 11                   |
| Разом    | 123     | 23                 | 82               | 18                   |